# Tigist Tufa
Tigist Tufa (* 26. Januar 1987) ist eine äthiopische Langstreckenläuferin und Olympionikin (2016).

## Werdegang
2008 gewann Tigist Tufa in Frankreich den Lille-Halbmarathon.
2013 lebte sie für ein Jahr in New York City in den Bronx.

### Streckenrekord Shanghai-Marathon 2014
Im Mai 2014 gewann Tufa mit neuem Streckenrekord den Ottawa-Marathon.
Am 2. November gewann Tigist Tufa den Marathon in Shanghai mit persönlicher Bestzeit in 2:21:52 h und erstellte auch hier einen neuen Streckenrekord.

### London-Marathon 2015
Im April 2015 gewann sie den London-Marathon in 2:23:21 h. Sie war damit die erste Äthiopierin nach ihrer Landsfrau Derartu Tulu, die hier 2001 gewonnen hatte.

Bei den Leichtathletik-Weltmeisterschaften 2015 wurde sie im August in Peking hinter der Siegerin, ihrer Landsfrau Mare Dibaba, Sechste.

### Olympische Sommerspiele 2016
Bei den World Marathon Majors 2015/16 (Laufcup-Wertung mit 8 Rennen) belegte sie im Februar 2016 den fünften Rang.
Im April 2016 wurde sie in London Zweite.
2016 startete sie auch für Äthiopien bei den Olympischen Sommerspielen in Rio de Janeiro im Marathon, konnte das Rennen am 14. August aber nicht beenden.
Bei der zehnten Serie der World Marathon Majors wurde sie im April 2017 Zehnte.

## Sportliche Erfolge
| Datum/Jahr    | Rang | Wettbewerb                              | Austragungsort | Distanz      | Zeit       | Bemerkung                                                            |
| ------------- | ---- | --------------------------------------- | -------------- | ------------ | ---------- | -------------------------------------------------------------------- |
| 23. Apr. 2017 | 8    | London-Marathon 2017                    | London         | Marathon     | 02:25:52   |                                                                      |
| 24. Apr. 2016 | 2    | London-Marathon 2016                    | London         | Marathon     | 02:23:03   |                                                                      |
| 1. Nov. 2015  | 3    | New-York-City-Marathon 2015             | New York City  | Marathon     | 02:25:50   |                                                                      |
| 30. Aug. 2015 | 6    | Leichtathletik-Weltmeisterschaften 2015 | Peking         | Marathon     | 02:29:12   |                                                                      |
| 26. Apr. 2015 | 1    | London-Marathon 2015                    | London         | Marathon     | 02:23:21   | [ 3 ]                                                                |
| 2. Nov. 2014  | 1    | Shanghai-Marathon                       | Shanghai       | Marathon     | 02:21:52   | Siegerin mit persönlicher Marathon-Bestzeit und neuem Streckenrekord |
| 25. Mai 2014  | 1    | Ottawa-Marathon                         | Ottawa         | Marathon     | 02:24:30,3 | Siegerin mit neuem Streckenrekord                                    |
| 3. Nov. 2013  | 8    | New-York-City-Marathon 2013             | New York City  | Marathon     | 02:29:24   |                                                                      |
| 17. März 2013 |      | Los-Angeles-Marathon                    | Los Angeles    | Marathon     | 02:28:04   |                                                                      |
| 6. Sep. 2008  | 1    | Lille-Halbmarathon                      | Lille          | Halbmarathon | 01:11:42   | Siegerin Halbmarathon                                                |

## Persönliche Bestleistungen
- 10-km-Straßenlauf: 31:55 min, 6. April 2008, Barcelona
- 15-km-Straßenlauf: 50:56 min, 17. Juni 2007, Porto
- Halbmarathon: 1:10:03 h, 16. März 2008, Lissabon
- 30-km-Straßenlauf: 1:41:39 h, 24. April 2016, London
- Marathon: 2:21:52 h, 2. November 2014, Shanghai